# Hubneria cinereicollis
Hubneria cinereicollis är en tvåvingeart som beskrevs av Robineau-desvoidy 1863. Hubneria cinereicollis ingår i släktet Hubneria och familjen parasitflugor.
Artens utbredningsområde är Frankrike. Inga underarter finns listade i Catalogue of Life.